# アブドゥル・ワーヒド1世
アブドゥル・ワーヒド1世（アラビア語：أبو محمد عبد الواحد بن يوسف, Abd al-Wahid I, ? - 1224年）は、ムワッヒド朝の第6代アミール（カリフ、在位：1224年）。第2代カリフアブー＝ヤアクーブ・ユースフ1世の子で兄弟にヤアクーブ・マンスールがいる。アル・マフルー（al-Makhlu）とも。
1224年、大甥のユースフ2世が子供の無いまま急死すると、マラケシュの有力族長（シャイフ）にカリフとして擁立された。ところが甥のムルシア総督アブドゥッラー・アーディルが即位に反対してカリフを名乗り、コルドバでもアーディルにセビリア総督の地位を奪われたアブー・ムハンマド・アル・バイヤーシーがカリフを宣言（バイヤーシーの弟のバレンシア総督アブー・ザイドはアブドゥル・ワーヒド1世を支持）、3人もカリフ候補者が乱立して内乱が始まった。
同年にアブドゥル・ワーヒド1世はシャイフたちに暗殺されアーディルが次のカリフになったが、バイヤーシーと争いコルドバなどを奪取、バイヤーシーとザイド兄弟はカスティーリャ王フェルナンド3世に臣従、キリスト教国の介入を招きムワッヒド朝のアンダルス支配を崩壊させた。